# Agustina Reixach i Oliver
Agustina Reixach i Oliver (Girona, 5 de juliol de 1910 - Girona, 7 d'abril de 2009) fou una mestra, artesana i escriptora gironina.
Agustina Reixach i Oliver va néixer l'any 1910 al carrer Santa Clara de Girona en el si d'una família benestant. Els seus pares regentaven “Can Reixach” un magatzem de queviures molt conegut a la ciutat. Era la gran de cinc germans. Va cursar els estudis primaris al Col·legi de les Dominiques i al Cor de Maria. Més endavant va estudiar magisteri a l'Escola Normal. L'any 1932 es va casar amb Francesc Prohias, que treballava al negoci familiar i era home de confiança del seu pare. Va tenir un fill que va morir jove i va enviudar el 1946. Durant la República va exercir de mestra i durant la postguerra es va dedicar a la fabricació artesana de barrets de senyora. Quan els seus pares van morir també es va ocupar durant una època de l'empresa de la família.
Tot i que va viure tota la vida a Girona, durant la seva infantesa va estar molt vinculada a la Garrotxa on hi tenia família i més endavant amb l'Empordà, especialment Platja d'Aro on estiuejava. També va ser una gran viatgera. Va visitar Mallorca, París, Berlín, Itàlia, Dinamarca, Grècia… i fins i tot països més llunyans com el Líban i Síria. No va ser fins que es va jubilar que es va dedicar més intensament a escriure, l'activitat per la qual és més coneguda. Als 75 anys va publicar el seu primer llibre. Va conrear tant la poesia com la prosa. Va morir el 7 d'abril de 2009, als 98 anys, sense poder veure publicada la seva última obra, un llibre de records que ja havia acabat.
Tot i que va començar a editar els seus llibres molt gran, va ser una escriptora prou prolífica. L'anomenaven la "poeta del carrer Santa Clara" Va escriure llibres de poesia, dietaris, llibres de viatges i novel·les. En les seves obres, de factura clàssica, alterna temàtiques personals amb descripcions dels llocs on va viure i que coneixia tan bé. El seu primer llibre "Els meus camins" va ser guardonat als Jocs Florals de Perpinyà. Les presentacions dels seus llibres, habitualment a l'Auditori Narcís de Carreres, eren esdeveniments socials on no hi faltava cap personalitat de la vida cultural i política gironina, tal com recorda el llibreter Guillem Terribas.
L'escriptor Narcís Jordi-Aragó valora la "perfecció formal" de l'obra poètica de Reixach, i va incloure poemes seus en vàries antologies: “Antologia de Sant Daniel” i “La Girona dels poetes” També va escriure articles i l'any 1993 va guanyar el premi de periodisme Bonmatí de Girona per l'article «L'esperit de Carlemany», publicat al Diari de Girona. i va publicar reculls dels seus poemes a la Revista de Girona. El 20 de setembre de 2019, en el desè aniversari de la seva mort, se li va retre homenatge a La Nit dels Poetes de Girona.
| Any  | Títol                                       | Gènere            |
| ---- | ------------------------------------------- | ----------------- |
| 1985 | Els meus camins                             | Poesia            |
| 1987 | El joc de la melodia                        | Poesia            |
| 1989 | Itinerari personal: de Girona a la Garrotxa | Dietari personal  |
| 1992 | Paisatges i llegendes del Montseny          | Llibre de viatges |
| 1997 | El viatge                                   | Novel·la          |
| 2003 | Els secrets del cor                         | Novel·la          |